# ویانو
ویانو (به ایتالیایی: Viano) یک منطقهٔ مسکونی در ایتالیا است که در استان رجو امیلیا واقع شده‌است.

## خصوصیات
ویانو ۴۵ کیلومترمربع مساحت و ۳٬۳۴۷ نفر جمعیت دارد و ۲۷۵ متر بالاتر از سطح دریا واقع شده‌است.